# 费尔普克
费尔普克是德国下萨克森州的一个市镇。总面积19.70平方公里，总人口4565人，其中男性2252人，女性2313人（2011年12月31日），人口密度232人/平方公里。